# Linköping Innebandy
Linköping Innebandy är en innebandyförening i Linköping som på herrsidan har ett lag i landets högsta serie Svenska Superligan, SSL. Damerna tog steget upp till högsta serien inför säsongen 2012/13, efter att ha gått obesegrat igenom division 1. Under säsongen 2017/18 så åkte damerna ur SSL de kom sist i tabellen det året. Linköping Innebandy bildades den 6 april 2008 genom en sammanslagning av KFUM Linköping Innebandy och FC Linköping och blev därmed världens största innebandyförening [källa behövs] med ca 1 500 aktiva medlemmar.